# Дятлово (Смоленская область)
Дя́тлово — деревня в Велижском районе Смоленской области России. Входит в состав Беляевского сельского поселения. Население — 4 жителя (2007). 
Расположена в северо-западной части области в 20 км к юго-западу от Велижа, в 18 км южнее автодороги Р133 Смоленск — Невель, на берегу реки Западная Двина. В 82 км южнее деревни расположена железнодорожная станция Рудня на линии Смоленск — Витебск. 

## История
В годы Великой Отечественной войны деревня была оккупирована гитлеровскими войсками в июле 1941 года, освобождена в сентябре 1943 года. 